# VA-111 Sjkval
VA-111 Sjkval (från ryska: шквал, "svallvåg") är en rysk raketdriven torped som kan uppnå en hastighet över 200 knop (370 km/h) genom utnyttjande av superkavitationseffekten.

## Design och egenskaper
Hastigheten hos VA-111 överträffar den hos alla standardtorpeder som för närvarande används av NATO. Den höga hastigheten uppnås tack vare superkavitation vilket innebär att torpeden färdas innesluten i en gasbubbla. Gasbubblan uppstår på grund av den specialdesignade noskonen samt expansionen av förbränningsgaser från motorn. Genom att gasbubblan hindrar vattnet från att komma i kontakt med torpedens hölje minskas vattnets motstånd avsevärt och därigenom möjliggörs den extrema hastigheten under vatten. Räckvidden är dock kort, bara 10 nautiska mil och superkavitationen gör att den inte kan förses med någon målsökare.